# 里弗代爾 (密蘇里州)
里弗代爾（英語：Riverdale）是位於美國密蘇里州克里斯蒂安縣的非建制地區。

## 歷史
里弗代爾的郵局於1889年設立，其後於1907年停運。

## 地理
里弗代爾所處的海拔為高於海平面326米（即1070英呎），而該地所採用的時區為UTC-6，即北美中部時區（CST）。同時該地設有夏令時間，為UTC-6調快一小時，即UTC-5（CDT）。